# 삼송초등학교
삼송초등학교는 대한민국 경기도 고양시 덕양구 원흥동에 있는 공립 초등학교이다!

## 학교 연혁
- 1955년 6월 14일 : 신도국민학교 삼송분실로 개교(1학급 편성)
- 1958년 8월 1일 : 신도국민학교 삼송분교장으로 승격 인가
- 1960년 10월 9일 : 삼송국민학교 승격 (6학급)
- 1974년 3월 1일 : 특수학급 신설
- 1981년 3월 10일 : 병설유치원 신설
- 1996년 3월 1일 : 삼송초등학교로 교명 변경(25학급 편성)
- 2013년 8월 23일 : 삼송초등학교 신설대체 이전 확정
- 2014년 2월 14일 : 제54회 졸업장 수여식(졸업생 누계 8,548명)
- 2014년 3월 1일 : 삼송초등학교 신설 대체 이전
- 2014년 3월 10일 : 초 15학급, 유치원 3학급 편성
- 2014년 9월 1일 : 제19대 이동영 교장 취임
- 2015년 2월 13일 : 제55회 졸업장 수여식(56명 졸업, 졸업생 누계 8,604명)
- 2021년 9월 1일 :  제 21대 임종일 교장 취임